# Ante Žižić
Pour les articles homonymes, voir Žižić.
Ante Toni Žižić, né le 4 janvier 1997 à Split en Croatie, est un joueur croate de basket-ball évoluant au poste de pivot. Il est le frère d'Andrija Žižić.

## Biographie
En juin 2016, lors de la draft 2016 de la NBA, Žižić est choisi en 23e position par les Celtics de Boston.
En novembre 2016, Žižić est nommé dans le meilleur cinq de la 4e journée de la Ligue des champions 2016-2017.
En décembre 2016, il est nommé MVP de la 12e journée de Ligue adriatique avec une évaluation de 43 (35 points à 13 sur 16 au tir, 12 rebonds) dans son duel face à Alpha Kaba du KK Mega Leks.
Fin décembre 2016, Žižić est le meilleur marqueur, rebondeur et le joueur le plus efficace de la Ligue adriatique. Il est transféré au Darüşşafaka Doğuş, club qui participe à l'Euroligue.
Lors de la 19e journée de l'Euroligue 2016-2017, Žižić attrape 18 rebonds (dont 8 offensifs), établissant un record pour le club et pour cette saison d'Euroligue.
En mai 2017, Luka Dončić est élu meilleur espoir de l'Euroligue 2016-2017. Il devance largement Žižić et Marko Gudurić.
Au mois d'août 2020, il fait son retour en Europe en s'engageant pour deux saisons au Maccabi Tel-Aviv,.
En juin 2022, Žižić s'engage pour deux saisons (avec une saison additionnelle en option) avec l'Anadolu Efes, club turc et champion d'Europe en titre.
Le 31 décembre 2023, il quitte l'Anadolu pour la Virtus Bologne.

## Palmarès
- Finaliste du championnat du monde -19 ans 2015
- Meilleur espoir de la ligue adriatique 2016
- Champion d'Israël 2021
- Vainqueur de la Coupe d'Israël 2021